# Orthosia punticostata
Orthosia punticostata là một loài bướm đêm trong họ Noctuidae.